# Fabó Györgyi
Fabó Györgyi (Budapest, 1953. november 6. –) magyar színésznő.

## Életpálya
1972-ben, elsőre felvették a Színház- és Filmművészeti Főiskolára, Simon Zsuzsa osztályába került.
Főiskolásként gyakorlati idejét a Vígszínházban töltötte. Friss diplomás színésznőként először a Pécsi Nemzeti Színházhoz szerződött. 1979 -től 1992-ig a kecskeméti Katona József Színház művésznője volt. 1992 és 1994 között illetve 2000 és 2014 között szabadfoglalkozású színművésznő. 1994 és 2000 között a Nevesincs Színházban szerepelt. Prózai és zenés darabokban játszik fő- és karakterszerepeket, rendszeresen szinkronizál is. Nagy sikert aratott József Attila-estjével. Játszott a  Budapesti Kamaraszínházban is. 2014 és 2020 között a József Attila Színház tagja volt. Tanítással is foglalkozik.

## Fontosabb színházi szerepei
- Huszka Jenő: Mária főhadnagy... Mária
- Henrik Ibsen: Peer Gynt... Solvejg
- Heltai Jenő: A néma levente... Beatrix
- Molière: Úrhatnám polgár... Doriméne grófnő
- Euripidész: A trójai nők... Athéné
- Katona József: Bánk bán... Isidora; Gertrudis
- Carlo Goldoni: A chioggiai csetepaté... Pasqua
- Békés Pál: A kétbalkezes varázsló... Csikorgó Csőkorgó; Étekfogó
- Alexandre Dumas: A kaméliás hölgy... Nanine
- Szép Ernő: Völegény... Gyengusné
- Kocsonya Mihály házassága... Szomszédasszony
- Zilahy Lajos: A tizenkettedik óra... Ágnes
- Tamási Áron: Csalóka szivárvány... Viola, Duka felesége
- Károlyi Mihály - Hubay Miklós: Én vagyok Ravelszki... Margit
- Agatha Christie: A vád tanuja... Miss Plimsoll, Sir Wilfrid ápolónője
- Thornton Wilder – Michael Stewart – Jerry Herman: Hello,Dolly!... Ernesztina
- Móricz Zsigmond – Szakonyi Károly: Rokonok... Kardicsné
- Niccolò Machiavelli: Mandragora... Egy asszony
- Arany János – Rencz Antal: Toldi... Toldi Lőrincné; kocsmárosné; lány; özvegy
- Jékely Zoltán: Mátyás király juhásza... Beatrix
- Weöres Sándor: A holdbeli csónakos... Helena, Menelaos felesége
- Nóti Károly: Nyitott ablak... Kovácsné
- Georges Feydeau: Osztrigás Mici – Egy hölgy a Maximból... Vidaubant-né; De Valmonté hercegné
- Emil Sautter – Erik Charell – Jürg Amstein – Robert Gilbert – Paul Burkhard: Tűzijáték... Liza, nagynéni
- Hernádi Gyula – Jancsó Miklós – Gyurkó László: Jöjj Délre, cimborám!... szereplő
- Alekszandr Szergejevics Gribojedov: Az ész bajjal jár... Hrjumina grófnő
- Örkény István: Macskajáték... Paula
- Csurka István: Megmaradni... Csernátoniné
- Görgey Gábor: Bulvár... Ibolya, Bakonyi felesége
- William Shakespeare: Hamlet, dán királyfi... Színészkirálynő
- William Shakespeare: Szentivánéji álom... Hippolyta, amazonkirálynő
- William Shakespeare: Titus Andronicus... Dajka
- Jean Anouilh: Becket, vagy Isten becsülete... A Francia Királyné
- Nyikolaj Vasziljevics Gogol: A revizor... Posljopkina
- Császár István – Fjodor Mihajlovics Dosztojevszkij: Istvánfalva... Annácska, az ezredes lánya
- Dallos Szilvia: Utószinkron... 2. orosz színésznő
- Fernand Crommelynck: A csodaszarvas... Florende
- Tamara Gabbe: Jean, a verhetetlen... Louise
- Jókai Mór: A kőszívű ember fiai... Tallérossyné, Mindenváróné
- Nemes István – Koltai Róbert – Nógrádi Gábor – Dés László: Sose halunk meg... további szereplő
- Szakcsi Lakatos Béla – Csemer Géza: Cigánykerék... Herzfield kisasszony
- Giulio Scarnacci – Renzo Tarabusi: Kaviár és lencse... Chaiarelli D'Adda grófnő
- Selmeczi Bea – Verebes István: Angyalföldi ballada... Boriska (varrónő)
- Kollár Béla: Veszek egy éjszakát... Kundlerné
- Molnár Ferenc: Az üvegcipő... Adél anyja
- Lev Nyikolajevics Tolsztoj: Karenina, Anna... Török utazó

## Filmek, tv
- 17 nap
- Zsákutcában
- Igen-igen
- Trisztán (1975)
- Kántor (sorozat) Az ellopott vonat című rész (1976)
- Szomszédok (sorozat) 255. rész;  272. rész (1997) 289. rész; 290. rész; 294. rész; 313. rész (1998)
- Jóban Rosszban (sorozat) 605. rész (2007)
- Munkaügyek Róbert Mágus! című rész (sorozat)  (2014)
- Mintaapák (sorozat) (2019)
- Drága örökösök (sorozat) (2020)
- Brigi és Brúnó (sorozat) (2022)

## Előadóestek
- József Attila verseiből